# استونز کلینت
استونز کلینت (دانمارکی: Stevns Klint) یک صخره ساحلی سفید است که در ۶ کیلومتری جنوب شرقی استور هدینگ در جزیره دانمارکی شیلند واقع شده‌است. استونز کلینت یک صخره ساحلی به طول ۱۵ کیلومتر (۹٫۳ مایل) است که حاوی فسیل‌های زیادی می‌باشد. این مکان مدرک این است که دهانه چیکشلوب سیاره را در انتهای دوران کرتاسه، نزدیک به ۶۶ میلیون سال پیش شکست که منجر به رویداد انقراض کرتاسه-پالئوژن شد. این سایت همچنین نحوه رشد گیاهان پس از رویداد انقراض را نشان می‌دهد. در ۲۳ ژوئن ۲۰۱۴، این مکان در کنار دریای وادن به فهرست میراث جهانی یونسکو در دانمارک افزوده شدند.